# Zdeněk Grygera
Zdeněk Grygera (Přílepy, Kroměříž, República Checa, 14 de mayo de 1980) es un exfutbolista checo. Se desempeñaba en la posición de defensa.

## Trayectoria
Sus primeros equipos fueron el Svit Zlín y el Drnovice, antes de recalar en el año 2000 en el Sparta Praga. Con el club de la capital obtuvo dos títulos de liga. Posteriormente fue transferido al Ajax de Ámsterdam, con el que logró todos los títulos posibles a nivel local. Casi siempre fue titular con todos los entrenadores que ha tenido en sus cuatro temporadas. En 2007 fue fichado por la Juventus de Italia, con el que jugó una buena cantidad de partidos. En agosto de 2011 firmó un contrato por un año con el Fulham de Inglaterra.

## Selección nacional
Fue internacional con la selección de fútbol de la República Checa en 65 ocasiones y marcó 2 goles. Debutó el 15 de agosto de 2001, en un encuentro amistoso ante la selección de Corea del Sur que finalizó con marcador de 5-0 a favor de los checos.

### Participaciones en Copas del Mundo
| Mundial                        | Sede     | Resultado    |
| ------------------------------ | -------- | ------------ |
| Copa Mundial de Fútbol de 2006 | Alemania | Primera fase |

### Participaciones en Eurocopas
| Eurocopa                | Sede            | Resultado    |
| ----------------------- | --------------- | ------------ |
| Eurocopa Sub-21 de 2000 | Eslovaquia      | Subcampeón   |
| Eurocopa Sub-21 de 2002 | Suiza           | Campeón      |
| Eurocopa 2004           | Portugal        | Semifinal    |
| Eurocopa 2008           | Austria y Suiza | Primera fase |

## Clubes
| Club              | País            | Año       |
| ----------------- | --------------- | --------- |
| Svit Zlín         | República Checa | 1997-1998 |
| F. K. Drnovice    | República Checa | 1998-2000 |
| Sparta Praga      | República Checa | 2000-2003 |
| Ajax de Ámsterdam | Países Bajos    | 2003-2007 |
| Juventus F. C.    | Italia          | 2007-2011 |
| Fulham F. C.      | Inglaterra      | 2011-2012 |

## Palmarés

### Campeonatos nacionales
| Título                        | Club              | País            | Año     |
| ----------------------------- | ----------------- | --------------- | ------- |
| Gambrinus liga                | Sparta Praga      | República Checa | 2000-01 |
| Gambrinus liga                | Sparta Praga      | República Checa | 2002-03 |
| Eredivisie                    | Ajax de Ámsterdam | Países Bajos    | 2003-04 |
| Supercopa de los Países Bajos | Ajax de Ámsterdam | Países Bajos    | 2005    |
| Copa de los Países Bajos      | Ajax de Ámsterdam | Países Bajos    | 2005-06 |
| Supercopa de los Países Bajos | Ajax de Ámsterdam | Países Bajos    | 2006    |
| Copa de los Países Bajos      | Ajax de Ámsterdam | Países Bajos    | 2006-07 |

### Copas internacionales
| Título          | Equipo          | País            | Año  |
| --------------- | --------------- | --------------- | ---- |
| Eurocopa Sub-21 | República Checa | República Checa | 2002 |